# Manuel de Faria e Sousa
Manuel de Faria e Sousa (Felgueiras, 18 marzo 1590 – Madrid, 3 giugno 1649) è stato un nobile, scrittore e storico portoghese. Le sue opere erano quasi tutte scritte in lingua castigliana, patria da lui adottata. Fu commendatore dell'Ordine del Cristo portoghese.

## Biografia
Nato a Quinta da Caravela da un'illustre famiglia dell'antica aristocrazia portoghese, secondo le note del Nobiliare del Conte D. Pedro, "i Faria avrebbero avuto origine in un certo Fernandes Pires de Faria, sindaco di Miranda, ai tempi di Alfonso III del Portogallo, o, più certamente, in suo figlio, Nuno Gonçalves de Faria. Gli successe un secondo figlio nella sua casa, Álvares Gonçalves de Faria, che era il padre di João Álvares de Faria, un combattente di Aljubarrota, di cui parla Fernão Lopes. Sposato questo, ha avuto almeno due figli, Álvaro de Faria (comandante Avis) e Afonso Anes de Faria." Questo era l'antenato di Estácio de Faria, che "servì nelle forze armate con il governatore dell'India Diogo Lopes de Sequeira, aveva un mestiere nella fattoria in Brasile, era istruito, "spese più di quanto raccogliesse", e ebbe diversi figli . Sua moglie Francisca Ribeira, signori di Couto do Pombeiro (Pombeiros de Ribavizela) aveva Dona Luísa de Faria, sua madre, sposata con suo padre, Amador Pires de Eiró, signore di Quinta da Caravela "e padrone dei suoi figli", da Manuel de Faria e Sousa".
Studiò nei seminari di Braga per intraprendere la carriera ecclesiastica ma finì per rifiutare il celibato sposando D. Catarina Machado, "figlia di Pedro Machado, ragioniere presso la Cancelleria di Porto, e Catarina Lopes de Herrera, che suo figlio -legge dichiara di essere sepolto nella Sede di quella città, ed ebbe tra gli altri figli Pedro de Faria e Sousa, capitano della fanteria spagnola nelle Fiandre, che a Madrid sposò Dona Luísa de Nárvaez", della prima nobiltà spagnola, dei Conti di Rojas. Questo suo figlio dopo la morte del padre a Madrid, venne presto in Portogallo dove "fu accolto molto bene da Giovanni IV del Portogallo, e avrebbe preparato, per la pubblicazione, gran parte dell'enorme massa di opere inedite dell'eminente poligrafo."
Manuel de Faria e Sousa, all'età di quattordici anni, entrò al servizio di un amico di suo padre, D. Gonçalo de Morais, Vescovo di Porto, frequentando la scuola episcopale, dove apprese Storia, Arte, Letteratura, ecc. Lì scrisse poesie che furono ammirate ed entrò in rapporti con alte figure dell'epoca. Nel 1618 muore il suo padrino, ha 27 anni, e deve tornare a Pombeiro, per gestire la sua casa, con la moglie e i due figli. Ma appena un anno dopo trovò un nuovo protettore, e partì per Madrid con l'incarico di segretario privato del conte di Muge, Pedro Álvares Pereira, segretario di Stato di Filippo III di Spagna e Portogallo. Imparò rapidamente lo spagnolo e dopo tre anni pubblicò poesie in quest'ultima lingua che divenne la sua preferita. Alla morte del suo nuovo padrino, D. Manuel godeva già di grande notorietà. Divenne poi Segretario di Stato per il Regno del Portogallo, carica che ricoprì a Lisbona, e in seguito segretario di Manuel de Moura Corte-Real, ambasciatore di Filippo IV di Spagna a Roma, con il quale avrebbe malachite e accusato di slealtà al re e sodomia.
Ebbe una vasta discendenza, (famiglie Botelhos de Morais Sarmento - Conte di Armamar e Guarda-Mores do Sal di Setubal -, Vasconcelos e Sá, Cabral - di Évora -, Conti di Ervideira, Picão Caldeira, ecc.) essendo il suo genealogico e rappresentativo rappresentazione capo della famiglia Botelho de Moraes Sarmento. Le sue spoglie mortali furono trasferite nel Monastero di Pombeiro nel 1660, dove riposano, sotto una lastra, a destra dell'altare maggiore.

## L'autore
Fu "uno degli uomini più eruditi del suo secolo, godendo a quel tempo di un'altissima fama letteraria che, lungi dal rimanere intatta, è notevolmente diminuita negli anni, e con il progresso del buon gusto e degli studi critici " secondo Inocêncio Francesco da Silva ma il giudizio è stato temperato da alcuni eminenti studiosi portoghesi come Jorge de Sena, José Hermano Saraiva, e persino Esther de Lemos, che pur non negando certe irregolarità e fantasie di Faria ne confermano la grande autorità e profonda conoscenza di Camões.
D. Manuel de Faria e Sousa, nonostante scrivesse quasi tutto in spagnolo, scrisse la maggior parte del suo lavoro in relazione al Portogallo. La sua scelta di questa lingua è dovuta al fatto che per gran parte della sua vita il Portogallo è stato parte integrante del Regno di Spagna, e la lingua spagnola era notevolmente più diffusa in Europa del portoghese: per far conoscere le sue conquiste del I portoghesi, e anche la grande opera del "loro poeta" Camões, hanno certamente capito che era la soluzione migliore.
Il suo lavoro, insieme alla sua poesia, ruota quasi interamente intorno alle scoperte portoghesi e alla figura di Camões.
A lui si deve il primo studio qualificato della vita e dell'opera del grande poeta. Per concedere a Camões lo status che le riconosciamo oggi, Faria e Sousa ha dovuto proseguire e persistere nella ricerca per superare le opinioni del tempo che criticavano la struttura, l'ispirazione e la qualità di Os Lusíadas.
Oggi, come spiega sopra Inocêncio Francisco da Silva, Manuel de Faria e Sousa, pur essendo sempre stato una figura imprescindibile nell'indagine camoniana, è considerato un grande falsario di quest'opera, aggiungendo poesie che non erano sue ma che considerava di alto livello, e che di conseguenza – secondo lui – avrebbe potuto essere scritta solo dal suo poeta; o anche forgiandone alcuni lui stesso per la grande opera, o rettificandone alcuni autentici, quando gli sembrava necessario. . . Ma le proporzioni di queste manipolazioni, e la sincerità di Faria, sono ancora oggi oggetto di dibattito tra i ricercatori.
Il più grande complimento a Faria e Sousa, come critico letterario, si trova in Lope de Vega : "proprio come Luiz de Camoens è il principe dei poeti che ha scritto in lingua volgare, così è Manuel Faria dei commentatori in tutte le lingue ".

## Opere

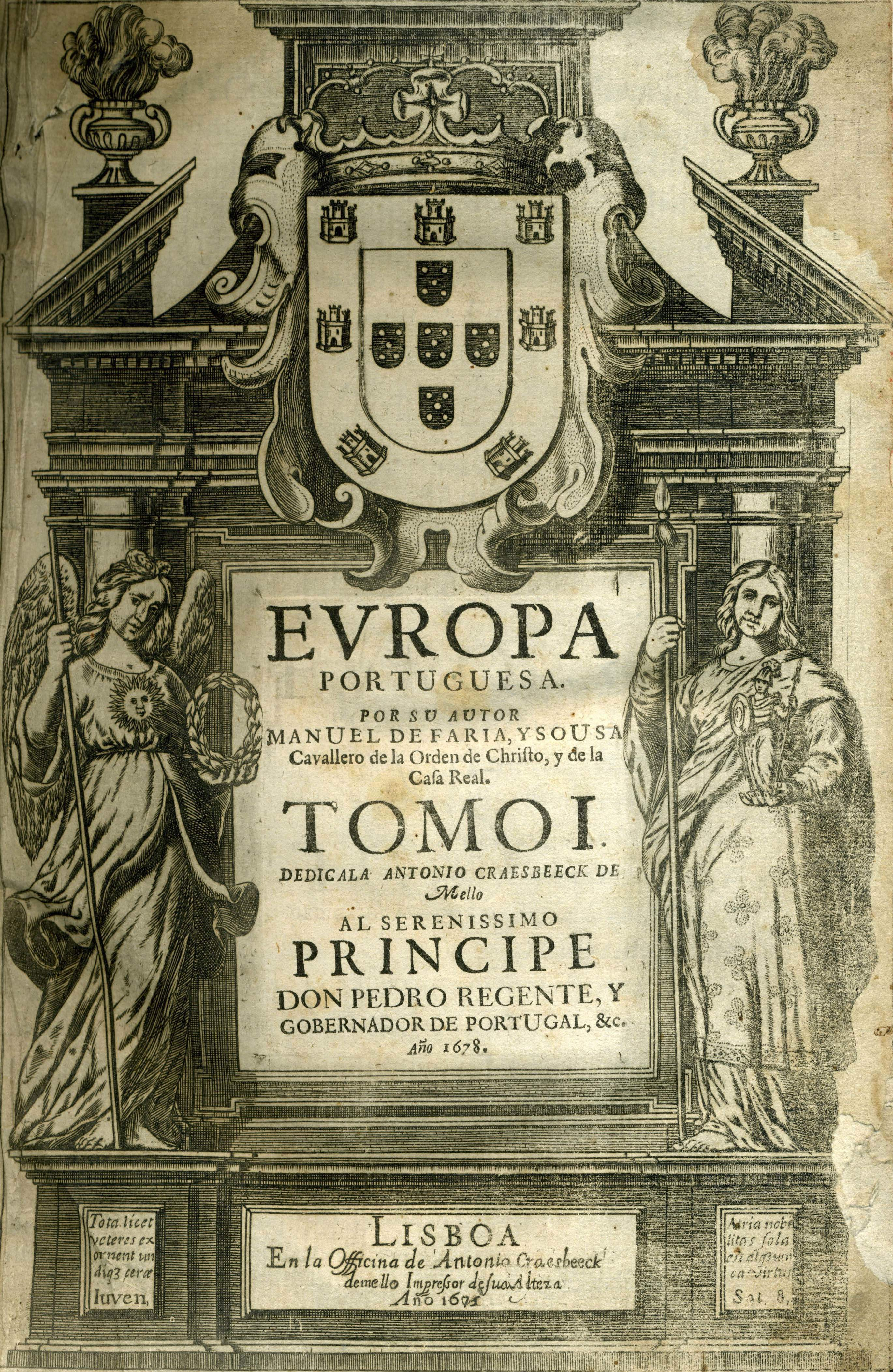
Frontespizio dell'Europa portoghese, 1678

- Muerte de Jesus y llanto de Maria. Madrid, 1623
- Fabula de Narciso e Echo. Lisbona, 1623. In portoghese
- Divinas e humanas flores. Madrid, di Diego Flameco 1624
- Noches claras. Madrid, di Diego Flameco 1624
- Fuente de Aganipe y Rimas varias. Madrid, di Carlos Sánchez Bravo 1644 (?) e 1646. Poesia in portoghese e spagnolo. In sette parti, tutte precedute da discorsi eruditi sui tipi di poesia che ciascuna comprende:
  - 600 sonetti
  - 12 "poesie in outava rythma, rovi e sestina"[3]
  - per "secoli": canzoni, odi, 200 madrighe, sestina e terzine
  - 20 ecloghe
  - tondi, glosse, canti, decimali, romanzi ed epigrammi
  - "Musa nueva" con sonetti, ottave, terzine, canti, ecc. ridotto a versi ottosillabi
  - "Engenho" di acrostici, stranezze, echi, ecc.
- Epithalamio de i matrimoni dei seños Marchesi di Molina . Saragozza, 1624
- Epitome de las historias portuguesas. Madrid, por Francisco martinez 1628 - È la stessa opera che l'autore ha rielaborato e ampliato con il titolo di "Europa portoghese"[3]
- Escuriale di Jacobum Gibbes Anglum . Madrid, 1658 . traduzione in castigliano di una descrizione dell'Escurial in latino.
- Lusiadas, di Luis de Camoens, principe de los poetas de España. Commentato. Madrid, di Juan Sanches, 1639.[4] - Faria e Sousa dichiarò d'aver iniziato il lavoro nel 1614, e che ci vollero venticinque anni, esaminando più di mille autori, e tra questi trecento italiani. Nonostante gli applausi con cui l'opera fu accolta, alcuni nemici di Faria (tra cui D. Agostinho Manuel de Vasconcelos, incoraggiati contro di lui a causa delle dispute letterarie che avevano portato tra loro) andarono a denunciarlo all'Inquisizione spagnola per lo studio di opere non cattoliche e chiedendo la di lui condanna. Siccome quella corte non si occupò delle loro denunce, D. Agostinho si rivolse all'Inquisizione di Lisbona e, colludendo con Manuel de Galhegos e Manuel Pires d'Almeida, anche loro emulatori e nemici di Faria, presentarono tutti insieme una diffamazione, in cui le accuse sono state rinnovate. Dopotutto, i Commentari furono ordinati per essere esaminati, con il risultato che il divieto che era stato loro imposto in linea di principio fu revocato. Manuel de Faria, chiamato a rispondere alle accuse, compose in quindici giorni, secondo lui, una difesa che aveva stampato, con il titolo:"[3]
- Informacion a favore di Manuel de fez y sousa, [...] 1640
- Peregrino instruido
- Imperio de la China e cultura evangelica en el, [...]
- Nenia: poema acrostico a la reyna di España D. Isabel de Bourbon. Madrid, 1644
- Nobiliario del Conde de Barcellos D. Pedro, hijo delrey D. Dionis del Portogallo, traducido' [...] Madrid, 1646

### Opere postume
- El gran justicia de Aragon Don Martin Baptista de Lanuza, Madrid, 1650
- Ásia portuguesa, 3 volumi:
  - Lisbona, Henrique Valente de Oliveira, 1666 : História da Índia, desde o seu descobrimento até o ano de 1538.
  - Lisbona, Antonio Craesbeeck de Mello, 1674 : História da Índia, de 1538 a 1581.
  - Lisbona, ibidem, 1675 : História da Índia, durante a dominação castelhana (1581-1640).
- Europa portoghese . 3 volumi:
  - Lisbona, Antonio Craesbeeck de Mello, 1678 : Do diluvio universal ao Portugal com rei Próprio.
  - Lisbona, Ibid, 1679 : Governo do Conde D. Henrique ao fim do reino de D. João III.
  - Lisbona, Ibid, 1680 : Do rei D. Sebastião até Filipe III de Portugal.
- África Portuguesa, Lisbona, Antonio Craesbeeck de Mello, 1681: História desde as conquistas de D. João I até o ano de 1562.
- Varie rime di Luis de Camoens, ecc. commentato . Lisbona, Theotonio Damaso de Mello, 1685.